# Goffredo Grenonat
Goffredo Grenonat (il Baffuto), detto il Bastardo  in francese Geoffroy Grenonat c'est-à-dire le Moustachu (... – Quimper, 25 ottobre 1084) fu conte di Rennes, in contrapposizione ad Havoise e poi a Hoel II, dal 1066 alla sua morte.

## Origine
Secondo la Historia sancti Florentii Salmurensis, Chroniques des Eglises d'Anjou Goffredo (Goffredus cognomento Bastardus), era figlio illegittimo del conte di Rennes e duca di Bretagna, Alano III e di una sua amante, di cui non si conoscono né il nome né gli ascendenti.
Alano III di Bretagna, secondo il monaco e cronista normanno, Guglielmo di Jumièges, nella sua Historiæ Normannorum Scriptores Antiqui, era il figlio primogenito del conte di Rennes e duca di Bretagna, Goffredo I Berengario e della moglie, Havoise di Normandia (980 circa - 21 febbraio 1034)), che, secondo Guglielmo di Jumiège, era la figlia di Riccardo I Senza Paura Jarl (equiparabile al nostro conte) dei Normanni e conte di Rouen, e della moglie, Gunnora (950-5 gennaio 1031), di cui non si conoscono i nomi degli ascendenti, ma di nobile famiglia di origine vichinga (Gunnor ex nobilissima Danorum prosapia ortam); i genitori di Havoise sono confermati anche dal monaco e cronista inglese, Orderico Vitale. Però i religiosi e cronisti normanni Dudone di San Quintino e Roberto di Torigni sostengono che alla nascita Havoise fosse figlia naturale, in quanto l'unione di Riccardo I Senza Paura e di Gunnora era stata fatta secondo il more danico o uso vichingo, pagano, senza cerimonia religiosa e che il matrimonio religioso fu celebrato in un secondo tempo.

## Biografia
Il 1 ottobre 1040, mentre assediava un castello ribelle nei pressi di Vimoutiers, in Normandia, suo padre, Alano III, che dal 1035 era tra i custodi del giovane duca di Normandia, Guglielmo II, morì improvvisamente e, se si presta fede ad Orderico Vitale, fu avvelenato dagli stessi normanni. La morte di Alano III, nel 1040, è documentata anche dallo Ex Chronico Britannico.
Ad Alano III succedette il suo fratellastro, Conan II, ancora minorenne, sotto tutela della madre, Berta di Blois, e la reggenza dello zio, il Conte di Penthièvre, Oddone I.
Goffredo controfirmò, assieme allo zio, Oddone I di Penthièvre, il documento n° XIII del Cartulaire de l´abbaye de Saint-Georges de Rennes.
Secondo la Ex Chronico Britannico suo fratellastro, Conan II morì nel 1066; sempre la Ex Chronico Britannico precisa che Conan II nel 1066 entrò nella contea di Angiò e lì trovò la morte. La morte di Conan II viene ricordata anche da Roberto di Torigni, abate di Mont-Saint-Michel, che precisa la data della morte.
Alla morte di Conan II, che non aveva figli legittimi, il ducato di Bretagna e la contea di Rennes furono ereditati dalla sorella di Conan e sorellastra di Goffredo, Havoise, unica erede, secondo il Ex Chronico Briocensi.
In seguito alla morte del fratellastro, Goffredo si impadronì della contea di Rennes, usurpando il titolo alla sorellastra, e anche dopo la morte di Havoise, avvenuta verso il 1072, come ci viene confermato dal Cartulaire de l´abbaye de Sainte-Croix de Quimperlé, Goffredo tenne la contea di Rennes opponendosi al marito di Havoise, il nuovo duca di Bretagna, Hoel, che era succeduto alla moglie nel titolo di duca di Bretagna, come Hoel II.
Secondo il Ex Chronico Britannico Altero, nel 1084, morì Hoel II e, in quello stesso anno, la contea di Rennes fu invasa dal successore di Hoel II, Alano IV, e dopo che Goffredo (Gaufredus Comes bastardus) fu fatto prigioniero nelle vicinanze di Rennes (apud Redonensem urbem) si appropriò della contea; mentre il Ex Chronico Kemperlegiensis, oltre che confermare la morte di Hoel II ci informa che, in quello stesso anno (1084), Goffredo conte di Rennes (Gaufridus Comes Redonensis nothus) morì il 25 ottobre, in prigionia (in captione), a Quimper (apud Sanctum Courentinum).

## Matrimonio e discendenti
Goffredo aveva sposato una certa Berta, di cui non si conoscono né il nome né gli ascendenti, come risulta dalla Historia sancti Florentii Salmurensis, Chroniques des Eglises d'Anjou che ci riferisce di una donazione fatta da Goffredo assieme alla moglie Berta.
Dall'unione di Goffredo e Berta non risulta alcuna discendenza, né risultano altri discendenti di Goffredo.

### Fonti primarie
- (LA)  Rerum Gallicarum et Francicarum Scriptores, tomus XI.
- (LA)  Rerum Gallicarum et Francicarum Scriptores, tomus XII.
- (LA)  Ordericus Vitalis,  Historia Ecclesiastica, vol. II.
- (LA)  Chroniques des Eglises d'Anjou.
- (LA)  Chronique de Robert de Torigni, abbé de Mont-Saint-Michel, Tome I.
- (LA)  Cartulaire de l´abbaye de Saint-Georges de Rennes.
- (LA)  Cartulaire de l´abbaye de Sainte-Croix de Quimperlé.
- (LA)  Historiæ Normannorum Scriptores Antiqui.

### Letteratura storiografica
- Louis Halphen, "La Francia dell'XI secolo", cap. XXIV, vol. II (L'espansione islamica e la nascita dell'Europa feudale) della Storia del Mondo Medievale, 1999, pp. 770–806.